# 埃梅利斯群島

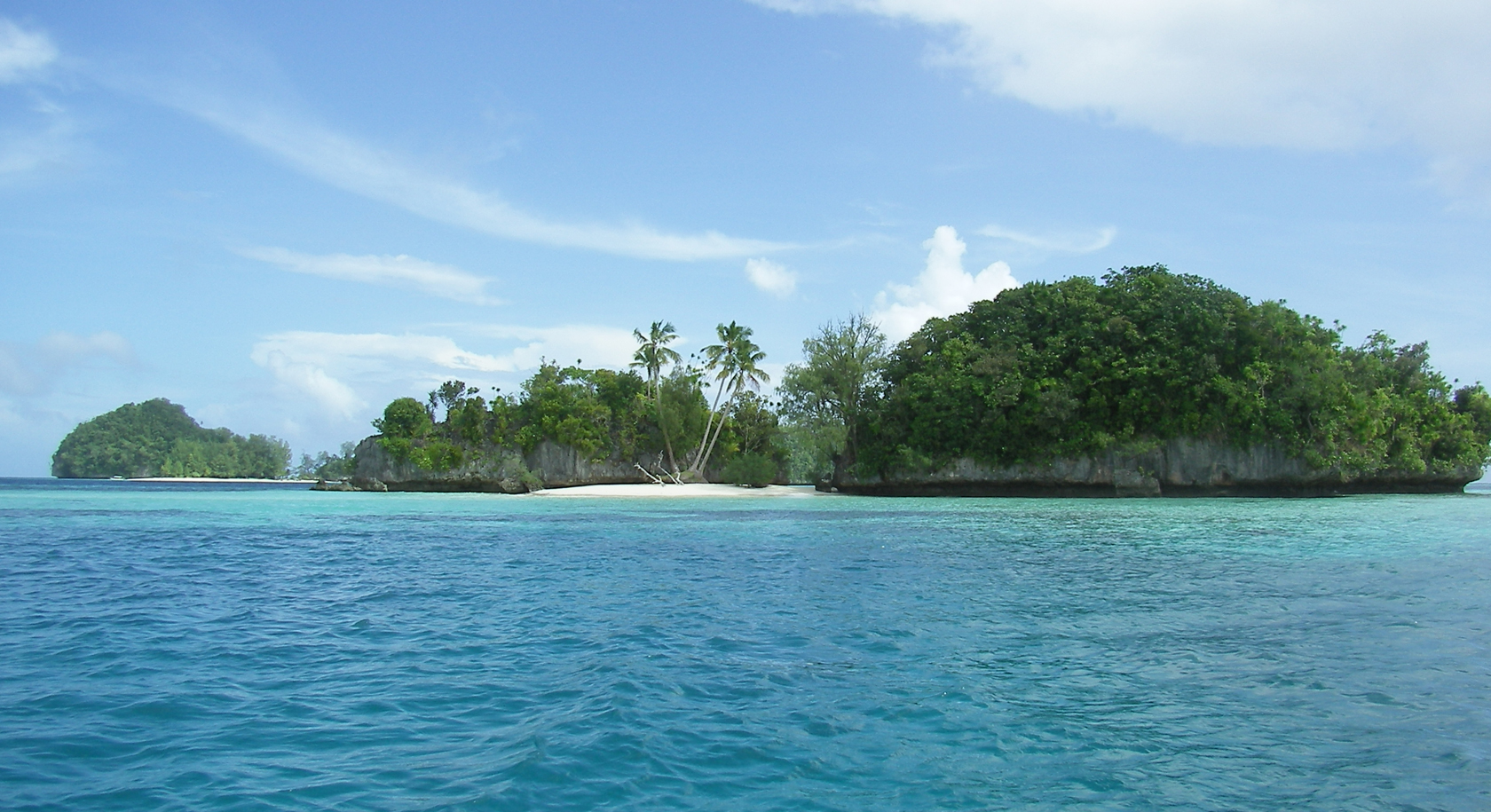

埃梅利斯群島是帛琉的群島，位於洛克群島西南的太平洋海域，距離科羅爾島35公里，由約20座島嶼組成，面積0.9平方公里，最大島嶼面積0.33平方公里，島上無人居住。